# 王功風力發電站
王功風力發電站位於臺灣彰化縣芳苑鄉王功漁港北側防風林，為隸屬於台灣電力公司的風力發電站。該發電站為台灣電力公司所推動之「風力發電十年發展計畫」中的第三期風力開發工程。

## 沿革

### 計畫
2002年台灣電力公司開始推動「風力發電十年發展計畫」，於2007年計畫實施到第三期風力發電開發時，台灣電力公司首先選定彰化縣彰濱工業區進行風力發電之開發稱為彰工風力發電站，該計畫共架設了23部裝置容量2.0MW的風力發電機組，並且於完工商轉後發電狀況良好。
台電公司鑑於彰工風力發電計畫的成功，因此開始著手後續的風力開發計畫，其中便計畫將於芳苑鄉王功漁港北方的防風林區與水道區架設10部風力發電機組，該計畫稱為王功風力發電計畫。另外也在王功漁港南邊的永興海埔新生地規劃架設8部風力發電機組，稱為永興風力發電計畫。

### 施工
兩項計畫台電公司同時推動，並於2008年通過行政院環境保護署的環境影響評估審查，同年12月3日由中興電工集團得標後開始動工興建，台電公司新能源施工處進行監造。然而同一時間所推動之永興風力發電計畫雖也通過環評審查，卻因為用地取得發生阻礙因此遲遲未動工。
王功風力發電計畫，共規畫裝設10部由德國Enercon公司所製造裝置容量2.3MW的風力發電機組，總投資金額為新臺幣15億元，計畫於2011年6月就可完工投入商轉。

### 完工
2010年10月21日王功風力發電站與台電公司輸電系統完成併聯作業開始進行初期的試俥發電。同年12月21日王功風力發電站試俥狀況良好，台電公司通報經濟部能源局進行竣工查驗，能源局邀集「再生能源發電廠審查專案小組」審查委員、電業設備查驗委員、海巡署岸巡局中部地區巡防局、經濟部國營會以及彰化縣政府等相關單位，進行風力發電機組的相關運轉與設備查驗後，由能源局核發電業執照開始商轉發電。
2011年統包王功風力發電站、大潭風力發電站第二階段以及澎湖縣湖西風力發電站新建工程的中興電工集團獲得公共工程委員會第11屆公共工程金質獎優等。

## 設備

### 發電機組
| 風力發電機類型                       | 風力發電類型 | 機組數量 | 裝置容量（MW） | 商轉日期       | 狀態   |
| ------------------------------------ | ------------ | -------- | -------------- | -------------- | ------ |
| 德国Enercon公司製 E-70 型 風力發電機 | 陸域風力發電 | 10       | 23MW           | 2010年10月21日 | 商轉中 |

## 資料來源
1. ↑  . 工業技術研究院.   [2017-09-21] （中文（臺灣））.[永久]
2. 1 2 3  . Enercon.   [2017-09-21]. （原始内容存档于2017-06-20） （美国英语）.
3. ↑  . 離島區域合作平台. 2016-04-10  [2017-09-21]. （原始内容存档于2016-04-11） （中文（臺灣））.
4. 1 2  吳天明.  (PDF). 源雜誌91期. 2002-01  [2017-09-21]. （原始内容 (PDF)存档于2019-07-01） （中文（臺灣））.
5. 1 2 3 4  . 經濟部能源局.   [2017-09-21] （中文（臺灣））.[永久]
6. 1 2  . 台灣風力發電產業協會. 2015-09-03  [2017-09-21] （中文（臺灣））.
7. ↑  劉朱松. . 中時電子報. 2016-01-18  [2017-09-21]. （原始内容存档于2018-10-10） （中文（臺灣））.
8. ↑  . 中興電工.   [2017-09-21]. （原始内容存档于2017-09-22） （中文（臺灣））.
9. ↑  . 中興電工.   [2017-09-21]. （原始内容存档于2018-05-10） （中文（臺灣））.